# Michael A. Feighan
Michael A. Feighan (Lakewood, Ohio, 16. veljače 1905. – Washington, 19. ožujka 1992.) bio je američki političar iz Lakewooda kod Clevelanda, Ohio. Bio je član zastupničkog doma američke savezne države Ohia. Bio je kongresnik Demokratske stranke od 1943. do 1971., zastupajući ohijski 20. kongresni okrug. 
Izvorno su ga unovačili nacionalni Demokrati koji su željeli zamijeniti kongresnika Sweeneya (D-OH), koji je jedanaest godina držao zastupničko mjesto predstavljajući zapadnu stranu Clevelanda. Smatrali su da je Sweeney previše izolacionist. Primjerice, argumentirao je protiv Zakona o zajmu i najmu Ujedinjenom Kraljevstvu.
Feighan je bio suradnik Edwarda M. O'Connora, bivšeg povjerenika za useljenike u vladi predsjednika Trumana. Feighan je važio kao dugogodišnji protivnik svake pomoći Titovoj Jugoslaviji. Burno je reagirao na miješanje jugoslavenskog konzula Ivana Miroševića iz Pittsburgha u slobodu govora u SAD. 1961. je godine na Dan bleiburških žrtava održana komemoracija u Clevelandu. Mirošević je u pismu Feighanu organizatore tog skupa nazvao ustašama-kriminalcima, a od kongresnika Feighana zahtijevao da uopće ne govori na toj komemoraciji. Feighan je na komemoraciji javno pročitao pismo, a potom se oborio na konzula Miroševića i Josipa Broza Tita. Tad je Feighan na komemoraciji obećao da će od State Departmenta zatražiti izgon konzula Miroševića zbog upletanja u unutarnje poslove SAD-a i zbog povrjede prava američkih državljana na javno okupljanje. Feighan je poslije toga jednog od organizatora pozvao na razgovor u svoj washingtonski ured, a jugoslavenski konzul dobio je izgon iz SAD.
Nakon što je preko tri desetljeća bio u Zastupničkom domu, neki od lokalnih demokratskih dužnosnika, na čelu s predsjednikom Clevelandskog gradskog vijeća Stantonom zasitili su se Feighanova čelništva. Osjetivši da ne mogu pobijediti Feighana u samo jednim izborima, postavili su "goniča" koji će voditi Michaela Sweeneya, mjesnog odvjetnika dobrog političkog imena. Sweeney je izgubio, no ukupni ishod glasovanja pokazao je da bi Feighan mogao biti ranjiv u uzvratu. Dvije godine poslije to se i zbilo. 1970. godine sam Stanton se kandidirao na izborima i pobijedio Feighana na izborima Demokrata, čime je zaključena Feighanova politička karijera.